# Adolf Wüllner
Friedrich Hugo Anton Adolf Wüllner, nascut el 13 de juny 1835 a Düsseldorf i traspassat el 6 d'octubre de 1908 a Aquisgrà, fou un físic alemany, que destacà en l'estudi dels raigs catòdics i dels raigs canals, en l'electrostricció del vidre i en l'estudi de la pressió de vapor de les dissolucions.

## Biografia
Wüllner estudià física a la Universitat de Bonn i a la de Múnic, on es graduà el 1856. Després es treballà dos anys a la Universitat Humboldt de Berlín, i des de 1858 a la de Marburg. A la tardor de 1862 fou nomenat professor de física a l'Acadèmia d'Agricultura Poppelsdorf i professor associat de la Universitat de Bonn. Des de 1863 Wüllner s'encarregà de la gestió de l'Escola Provincial de Formació Professional d'Aquisgrà. Finalment, el 1870 fou professor de física a l'Institut de Tecnologia, del qual fou rector en el període 1883-1886. Fou també senador.

## Obra
Realitzà importants estudis sobre la pressió de vapor de les dissolucions i arribà a la conclusió el 1858 que els descens de la pressió de vapor d'una dissolució és directament proporcional a la concentració. Aquests estudis foren emprats pel químic francès François Marie Raoult per descobrir la llei que duu el seu nom (llei de Raoult).